# Josephus Nicolaus Laurenti
Josephus Nicolaus Laurenti (auch Joseph Nicolaus Laurenti, ursprünglicher Name mit hoher Sicherheit Joseph Nicolaus Lorenz; * 4. Dezember 1735 in Wien; † 17. Februar 1805 in Sankt Ulrich (Wien)) war ein österreichischer Arzt, Naturforscher, Herpetologe und Zoologe.

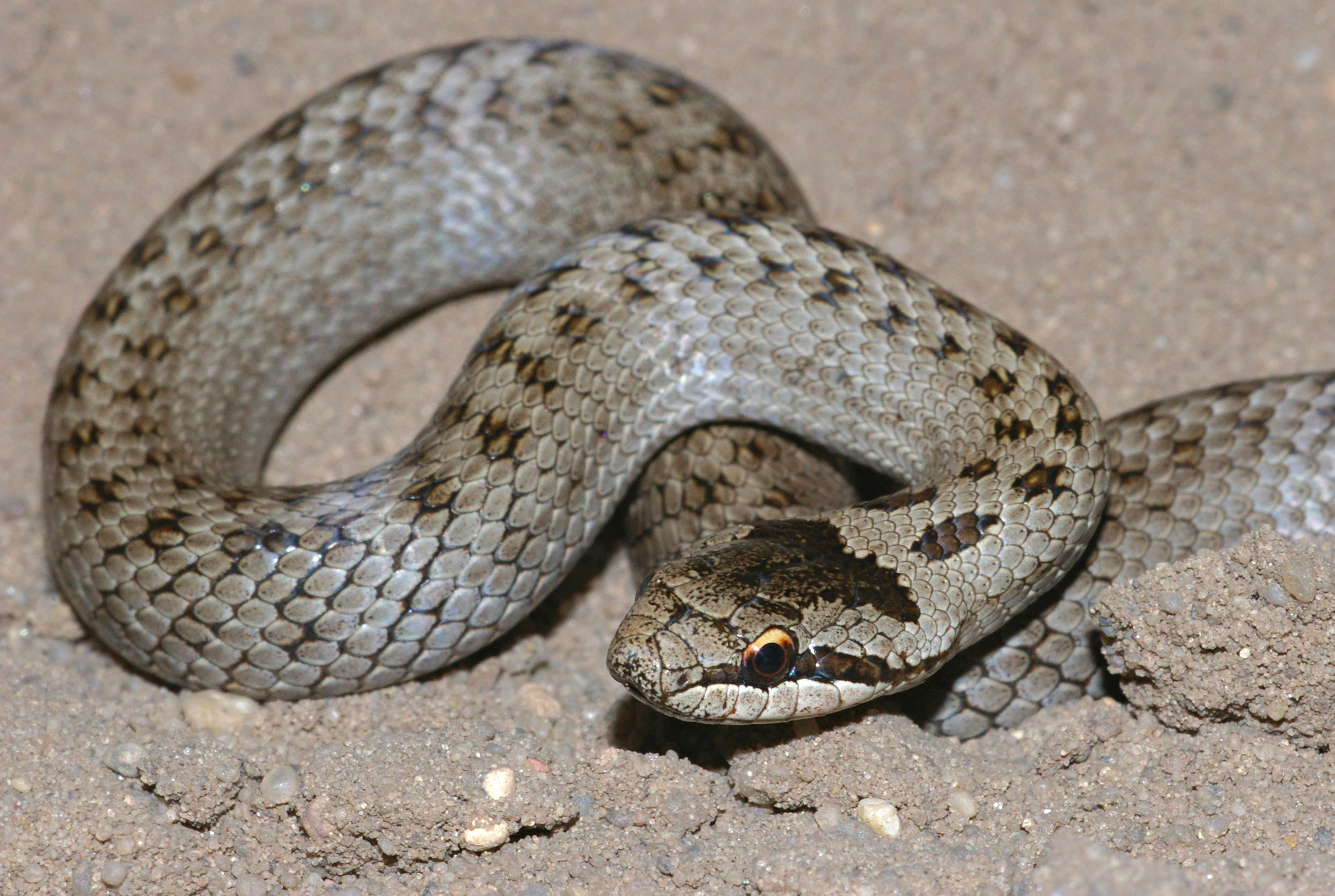
Schlingnatter (Coronella austriaca, Laurenti 1768) – der heute gültige wissenschaftliche Name Coronella austriaca wurde aus der herz- bzw. kronenförmigen Hinterkopfzeichnung (Lat. coronella = Krönchen) sowie der Herkunft der zuerst von Laurenti beschriebenen Exemplare (Lat. austriaca = österreichisch) abgeleitet.

Nach seiner Matura im Jahr 1754 arbeitete er mehrere Jahre als Feldarzt ohne höhere medizinische Ausbildung, bevor er 1768 zum Doktor der Medizin promoviert wurde.
Laurenti war der Autor des wissenschaftlichen Werkes Specimen Medicum, Exhibens Synopsin Reptilium Emendatam cum Experimentis circa Venena. Besonders die ersten 110 Seiten dieses Werkes haben große Bedeutung für die Herpetologie, da Laurenti hier als Erster die Klasse der Reptilien benannte und charakterisierte. Zudem beschrieb er darin 30 Gattungen von Amphibien und Reptilien (ohne Schildkröten), darunter etliche der bekanntesten Gattungsnamen wie z. B. Bufo für die Echten Kröten, Hyla für die Laubfrösche, Iguana für die Leguane oder Natrix für die Europäischen Wassernattern Das Systema Naturae Linnés definiert nur 10 Gattungen. Außerdem wurden im ersten Teil von Laurentis Werk etliche Europäische Amphibien- und Reptilienarten das erste Mal beschrieben. Im zweiten Teil seines 214 Seiten umfassenden Werkes beschäftigte er sich mit der Giftigkeit österreichischer Amphibien und Reptilien, ohne jedoch neue Erkenntnisse zur Wirkungsweise der jeweiligen Gifte zu gewinnen.
In der Vergangenheit wurde die Urheberschaft Laurentis an seinem Werk mehrmals angezweifelt und dem ungarischen Wissenschaftler Jacob Joseph Winterl zugeschrieben, allerdings ohne stichhaltige Beweise.

## Werke
- Specimen Medicum, Exhibens Synopsin Reptilium Emendatam cum Experimentis circa Venena (1768), 214 Seiten + 5 Tafeln (Text online im Göttinger Digitalisierungscenter)